# Ластовень руський
Ластовень руський, ластовень російський (Vincetoxicum rossicum (Kleopov) Barbar.) — вид трав'янистих рослин з роду ластовень (Vincetoxicum) підродини ластівневих (Asclepiadoideae) родини кутрових.

## Загальна біоморфологічна характеристика

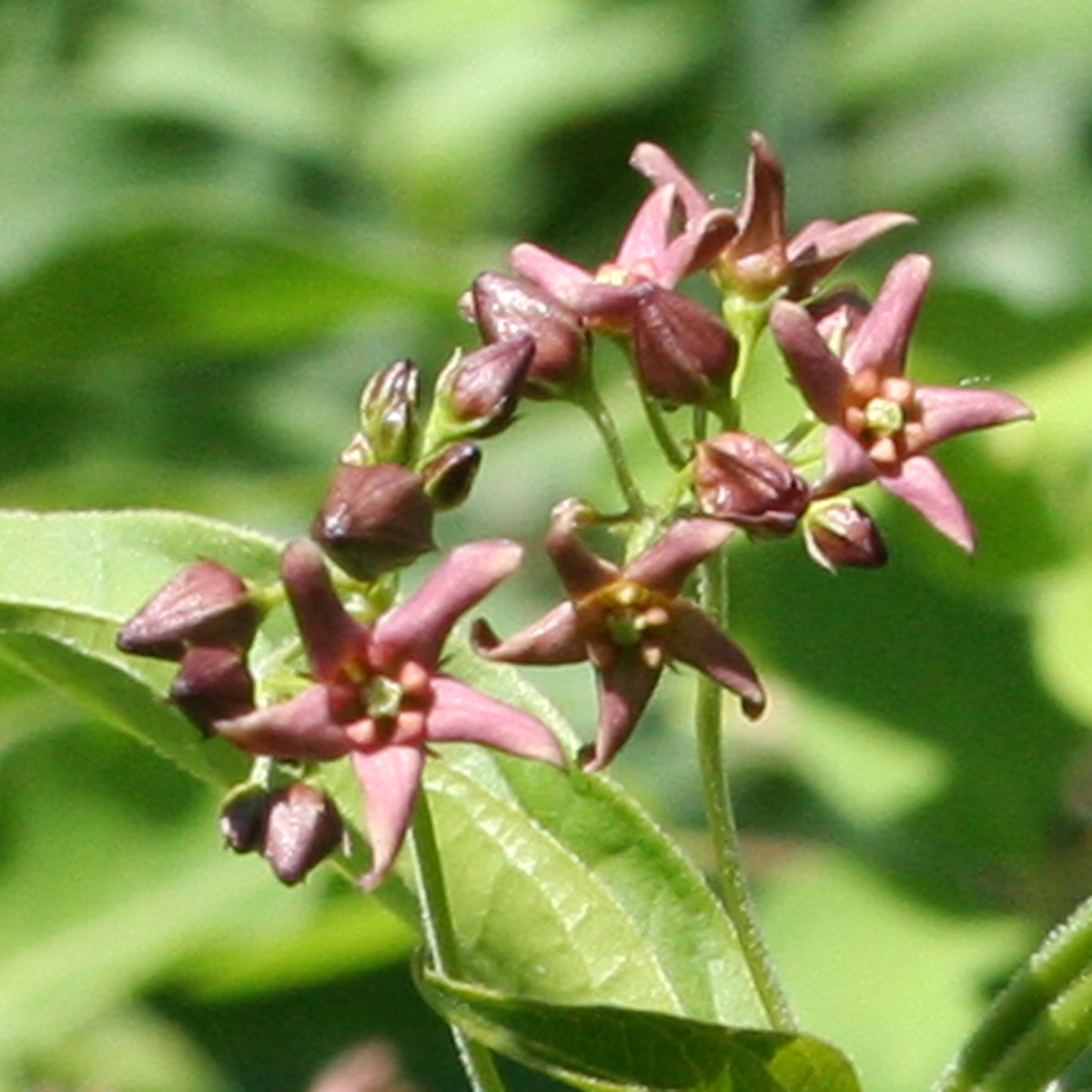
Квітки ластовня руського

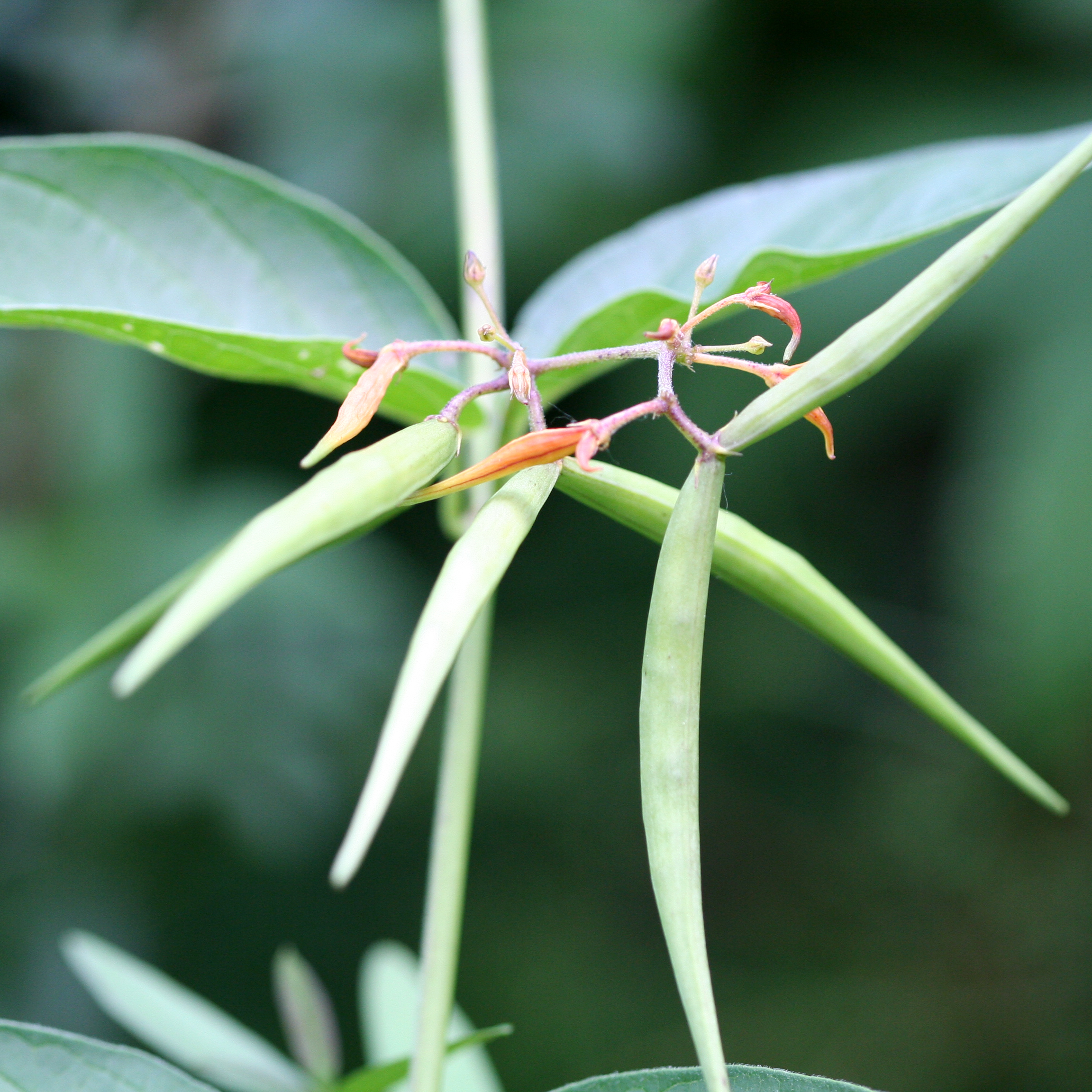
Плоди ластовня руського

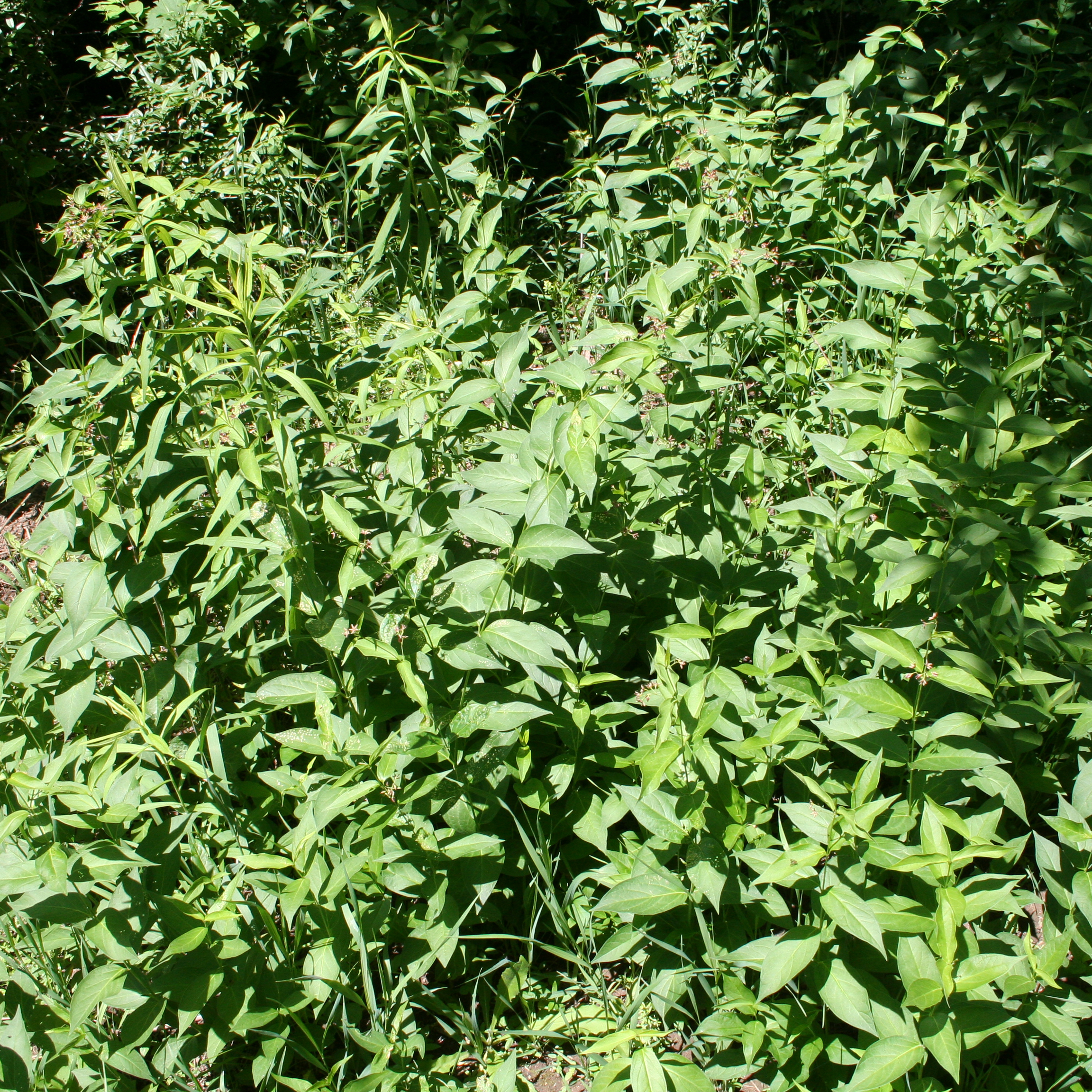
Загальний вигляд ластовня руського

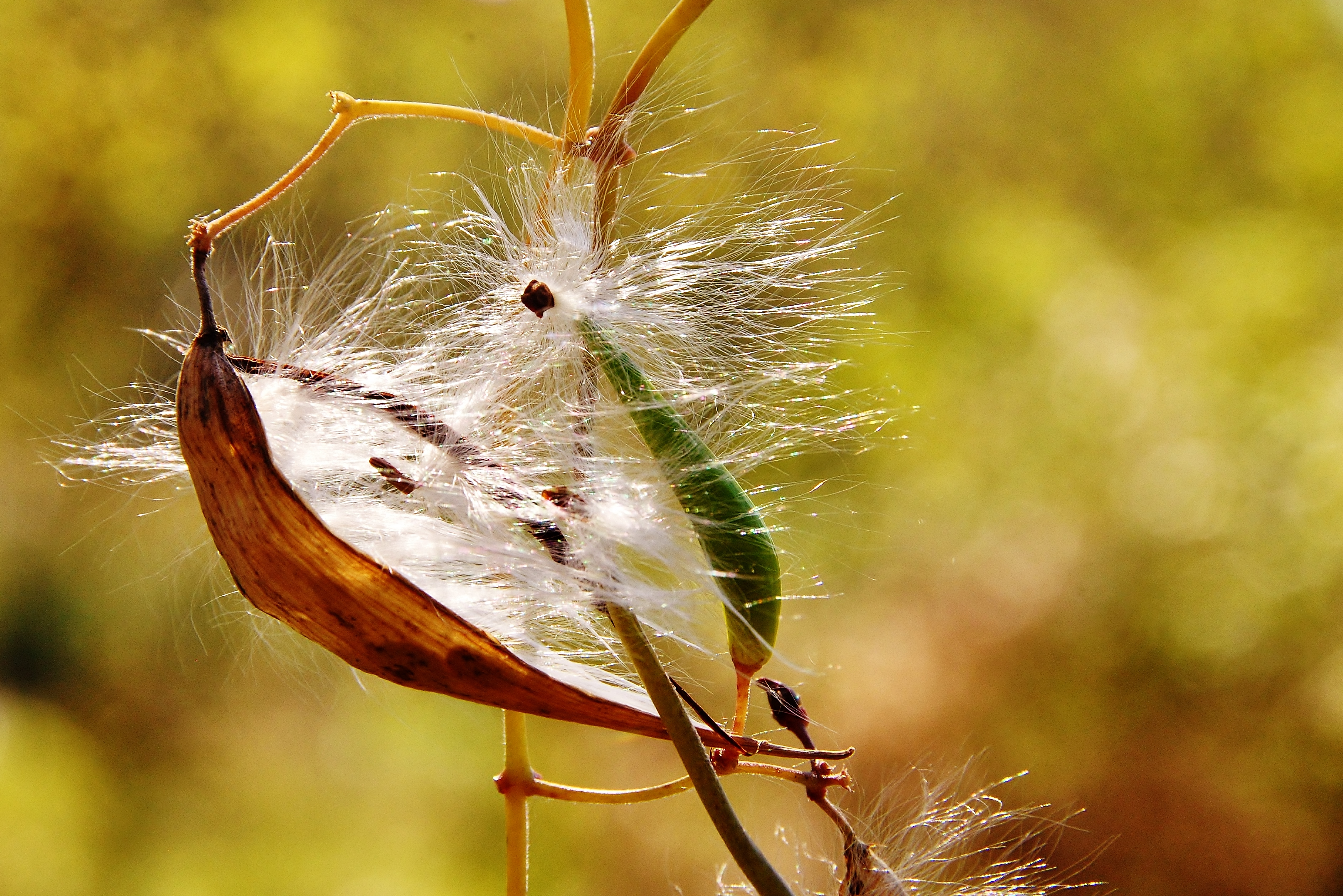
Плодоношення Vincetoxicum rossicum у долині р. Гамбер, Торонто, Канада

Багаторічна трав'яниста рослина заввишки 60–120 см. Стебло прямостояче, в'юнке у верхній частині, розгалужене, дворядно короткоопушене. Листки 6–8 см завдовжки та 3–4 см завширшки, короткочерешкові, яйцеподібні або еліптичні, по краях і по жилках запушені, на верхівці відтягнуто-загострені, середні стеблові листя ланцетно-яйцеподібні. Суцвіття негусті, з невеликою кількістю квіток на подовжених квітконосах, розміщуються в пазухах верхніх листків. Квітконіжки в 1,5–2 рази довші за квітки, однорядно запушені; квітки разом із квітконіжками коротші за листки. Віночок зрослопелюстковий, до 7 мм у діаметрі, світло-буро-червоний, всередині голий. Плід — загострена на верхівці листянка до 6 см завдовжки, насіння з чубчиком. Цвіте у травні — червні. Плодоносить в липні.

## Поширення
Південно-східно-європейський вид. Ареал тягнеться від південних районів України на заході до Заволжя на сході. У середній смузі Європейської Росії росте у Воронезькій, Пензенській і Саратовській областях. В Україні поширений на Правобережжі (дуже рідко), в Лівобережних Лісостепу і Степу.
У 2013 році з'явились повідомлення, що ластовень руський поширюється в канадській провінції Онтаріо, витісняючи аборигенні види.

## Екологія
Виростає в розріджених широколистяних лісах, на лісових галявинах і узліссях, в заростях чагарників.

## Спорідненність
Від  червоноквіткового ластовня виткого (Vincetoxicum scandens), який росте в схожих місцях, відрізняється світлішим забарвленням віночка, не вкритого волосками з внутрішньої сторони. Ластовень руський близький до ластовня українського (Vincetoxicum ucrainicum). Останній відрізняється довшим, сильно кучерявим однорядно опушеним стеблом, значно більшим, серцеподібним біля основи листям, бурими опушеними квітками, глибше надрізаною коронкою без проміжних зубчиків, вужчим плівчастим придатком пиляка. Ластовень руський близький також до ластовня донецького (Vincetoxicum donetzicum), який відрізняється темно-фіолетовим голим віночком.

## Чисельність
Зустрічається рідко і спорадично, утворює невеликі за площею зарості, чисельність особин і розміри популяцій залишаються відносно стабільними.
До негативних факторів, що впливають на чисельність виду і стан популяцій належать: природно-історична рідкісність, видобування гірських порід, випасання худоби, вирубка лісу, лісові пожежі та інші види антропогенного впливу, що призводять до порушення збалансованості комплексу умов біотопу.

## Заходи охорони
Рідкісна рослина. Занесена до Червоної книги Донецької області, Червоної книги Воронезької області, Офіційних переліків регіонально рідкісних рослин Донецької, Луганської і Харківської областей.
Охороняється в лісовому заказнику загальнодержавного значення «Великоанадольський ліс», регіональному ландшафтному парку «Донецький кряж», ботанічному заказнику місцевого значення «Пристенське», ботанічній пам'ятці природи загальнодержавного значення «Балка Гірка», ботанічній пам'ятці природи місцевого значення «Мар'їна гора», гідрологічній пам'ятці природи місцевого значення «Витоки Кальміусу», заповідному урочищі «Ліс на граніті».
Вирощують в Донецькому ботанічному саду НАН України з 1985 р. та в ботанічних садах Санкт-Петербурга, Москви, Петрозаводського державного університету, Ставропольського НВО «Нива Ставропілля».
У культурі стійкий, довго утримується, не потребує спеціальних прийомів агротехніки.